# Mărunțelu și Zdrelea
Mărunțelu și Zdrelea au fost doi bandiți celebri din România sfârșitului de secol XIX, care au realizat mai multe crime și jafuri intens comentate de ziarele vremii.
Cei doi au ajuns celebri după de ziarul „Adevărul“ din 29 ianuarie 1894 a relatat cu lux de amănunte despre două tâlhării comise în București, în noaptea de 27 spre 28 ianuarie de către 14-16 indivizi, ce aveau să fie cunoscuți drept banda Zdrelea-Mărunțelu, care au reușit să scape de poliție. Zdrelea a fost prins la 4 mai 1894 în Ialomița după o scurtă confruntare cu 40 de călărași și mai mulți soldați ce se aflau pe urmele sale iar Mărunțelu a fost prins după câteva zile în județul Dolj, aproape de Craiova. Cei doi au fost condamnați la muncă silnică pe viață.